# Cotyschnolea minuta
Cotyschnolea minuta là một loài bọ cánh cứng trong họ Cerambycidae.